# Amphidelus lemani
Amphidelus lemani is een rondwormensoort uit de familie van de Alaimidae. De wetenschappelijke naam van de soort is voor het eerst geldig gepubliceerd in 1914 door Stefanski.